# Grille (pháo tự hành)
Grille (tiếng Anh:cricket-dế) là một loại pháo tự hành được sử dụng bởi quân đội Đức Quốc xã trong thế chiến II.Dòng Grille sử dụng thân tăng Panzer 38(t) và pháo 15 cm sIG 33.

## Quá trình phát triển
Đơn đặt hàng 200 chiếc Grille dựa trên thân tăng mới 38(t) Ausf M do hãng BMM (Böhmisch-Mährische Maschinenfabrik) sản xuất.Nhưng vì có sự trì hoãn nên việc sản xuất được bắt đầu trên thân tăng 38(t) Ausf H, trong một vài trường hợp các thân xe tăng 38(t) được trả về nhà máy để tái trang bị.

### Grille Ausf. H
Là mẫu biến thể đầu tiên của Grille dựa trên thân tăng Panzer 38(t) Ausf. H có động cơ nằm ở phía sau.Tháp pháo của xe tăng được lược bỏ và thay thế bằng cấu trúc trên thấp-ngăn chiến đấu.Một pháo 15 cm schweres Infanteriegeschütz 33 được gắn phía trước ngăn chiến đấu bọc giáp này.
Có tổng cộng 91 chiếc được sản xuất bởi hãng BMM (erstwhile ČKD Praga) ở Prague-thủ đô cộng hòa Séc từ tháng 2 đến tháng 4 năm 1943.Ký hiệu của nó là 15 cm Schweres Infanteriegeschütz 33 (Sf) auf Panzerkampfwagen 38(t) Ausf. H (Sd.Kfz. 138/1).
Vì mẫu H được lắp ráp trên thân tăng có giáp thân phía trước dày 50 li và 25 li ở phần ngăn chiến đấu-pháo phía trước.

### Grille Ausf. M
Mẫu biến thể thứ hai của Grille dựa trên thân tăng Panzer 38(t) Ausf. M có động cơ được bố trí ở giữa.Cũng giống như biến thể trước phần tháp pháo được lược bỏ và thay thế bằng cấu trúc thấp-ngăn chiến đấu.Không giống như mẫu H, mẫu M có ngăn chiến đấu lùi về phía sau, nhỏ và cao hơn bản cũ.Mẫu M cũng được trang bị pháo 15 cm schweres Infanteriegeschütz 33.
Từ tháng 4 đến tháng 6 năm 1943 rồi từ tháng 10 năm 1943 đến tháng 9 năm 1944 với tổng cộng 282 chiếc được sản xuất, cũng như 120 xe chở đạn và thay thế pháo chính bằng ngăn đựng đạn.Nhưng những chiếc xe chở đạn này đều có thể lắp ghép lại như pháo tự hành bằng cách gắn pháo 15 cm vào.Mẫu M là mẫu biến thể cuối cùng được lắp ráp trên thân Ausf M cũng như 10 thân tăng được chuyển qua để lắp ráp Flakpanzer 38(t) cũng được dùng cho Grille.
Ký hiệu chính thức của nó là 15 cm Schweres Infanteriegeschütz 33/1 auf Selbstfahrlafette 38(t) (Sf) Ausf. M (Sd.Kfz. 138/1).

## Lịch sử chiến đấu
Cả hai biến thể đều hoạt động ở dơn vị schwere Infanteriegeschütz cùng với trung đoàn Panzergrenadier, sư đoàn Panzergrenadier.Mỗi đơn vị được phân bổ sáu chiếc.